# Sedona, Arizona
Sedona (pronunție conform IPA, sɨˈdoʊnə) este un oraș și o comunitate care se întinde pe teritoriile a două comitate din statul american Arizona, comitatele Coconino și Yavapai. Situată în zona numită Verde Valley, localitatea Sedona avea, conform unei estimări a United States Census Bureau, o populație de 11.221 de locuitori în anul 2006.
Principala atracție a localității o reprezintă grupările neobișnuite de roci, cunoscute ca [the] Red Rocks of Sedona. Aceste formațiuni par a-și schimba culoarea din roșu într-un portocaliu vibrant atunci când sunt luminate de soare la răsărit și/sau la apus. Astfel, aceste grupări și formațiuni par a oferi motive foarte multe și variate pentru a fi vizitate, de la cele pur meditative și spirituale la plimbări și ascensiuni.
Sedona a fost denumită după Sedona Miller Schnebly (1877 – 1950), soția primului diriginte poștal al localității, întrucât era cunoscută și recunoscută pentru hărnicia și ospitalitatea sa.

## Climat
Climatul Sedonei este unul temperat continental de munte. Temperaturiile medii oscilează între - 6 și + 8 grade Celsius în ianuarie, respectiv între + 15 și + 29 grade Celsius în iulie. Media precipitațiilor anuale este de 48 de mm.

## Geografie și geologie
Sedona se găsește la următoarele coordonate geografice  34°51′36″N 111°47′21″W / 34.859897°N 111.789199°V, fiind situată în nordul Deșertului Sonora, în zona cunoscută sub numele de Arizona Upland. La o altitudine medie de 1.372 de m (sau 4,500 de picioare anglo-saxone), Sedona are ierni și veri blânde, care sunt descrise adesea ca nefiind "așa de insuportabile ca cele ale orașelor Phoenix ori Tucson" (verile), respectiv nefiind "așa de reci ca cele din Flagstaff" (iernile).
Conform datelor furnizate de Biroul recensămintele Statelor Unite, (United States Census Bureau), orașul are o suprafață totală de 48,2 km² (sau 18.6 square miles), în întregime uscat.
Faimoasele roci roși ale Sedonei sunt formate dintr-un strat de rocă numit Schnebly Hill Formation. Acest strat destul de gros are o structură aparte fiind format dintr-un strat de gresie colorată în roșu către galben intens, care se găsește doar în zona Sedonei. Stratul, cunoscut în literatura de specialitate ca Grupul Supai, a fost depus în timpul permianului.

## Istoric

### Structură administrativă
Din punct de vedere administrativ, City of Sedona se găsește pe teritoriul a două comitate diferite. Uptown Sedona este parte a comitatului Coconino iar West Sedona este parte a comitatului Yavapai.  Fondat ca localitate în 1902, localitatea a fost încorporată ca oraș doar în ianuarie 1988. Satul Oak Creek, deși se găsește la circa 11 km (sau 7 mile) sud de oraș, este o parte semnificativă a localității.

## Arte și sport
Există mai multe evenimente artistice care sunt găzduite în zona Sedonei, așa cum sunt
- Festivalul internațional de film de la Sedona
- Festivalul de jazz ( Sedona Jazz on the Rocks Festival)
- Maratonul Sedonei
- The Sedona Miracle—Annual Charity Fundraiser
- El Prado by the Creek's—concurs muzical de tip serenade—se desfășoară pe malurile pârâului Oak Creek în satul Tlaquepaque

Sedona este, de asemenea, sediul mai multor organizații artistice din partea de nord a statului Arizona (Northern Arizona).

## Galerie de imagini

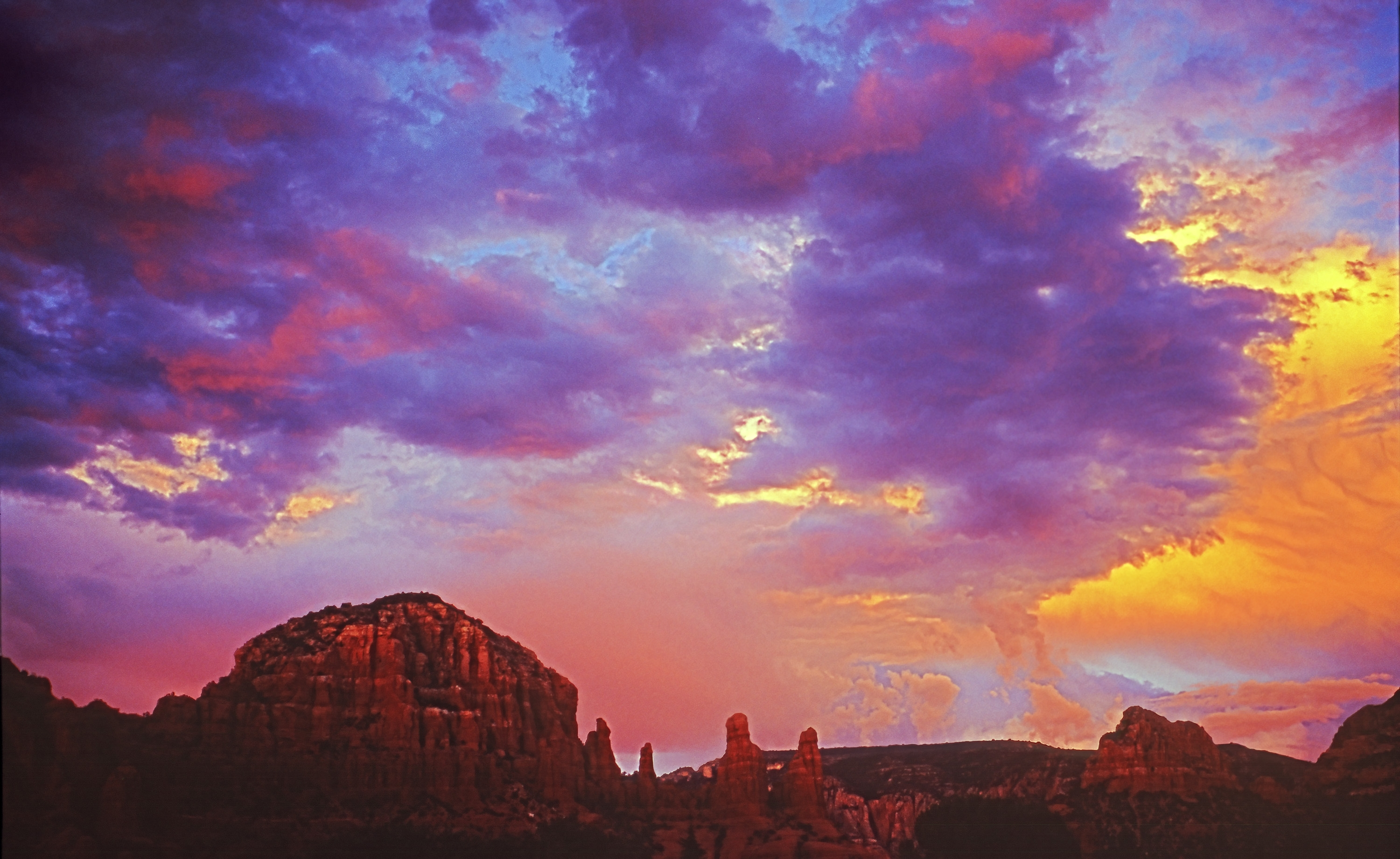
Apus de soare
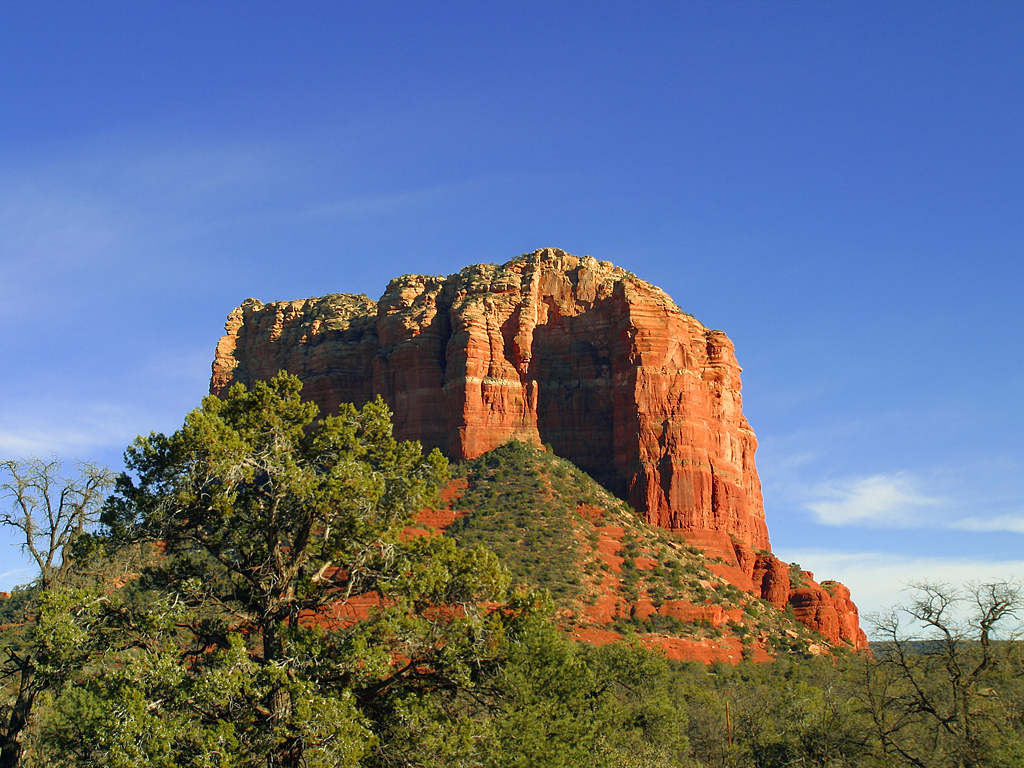
Courthouse Butte
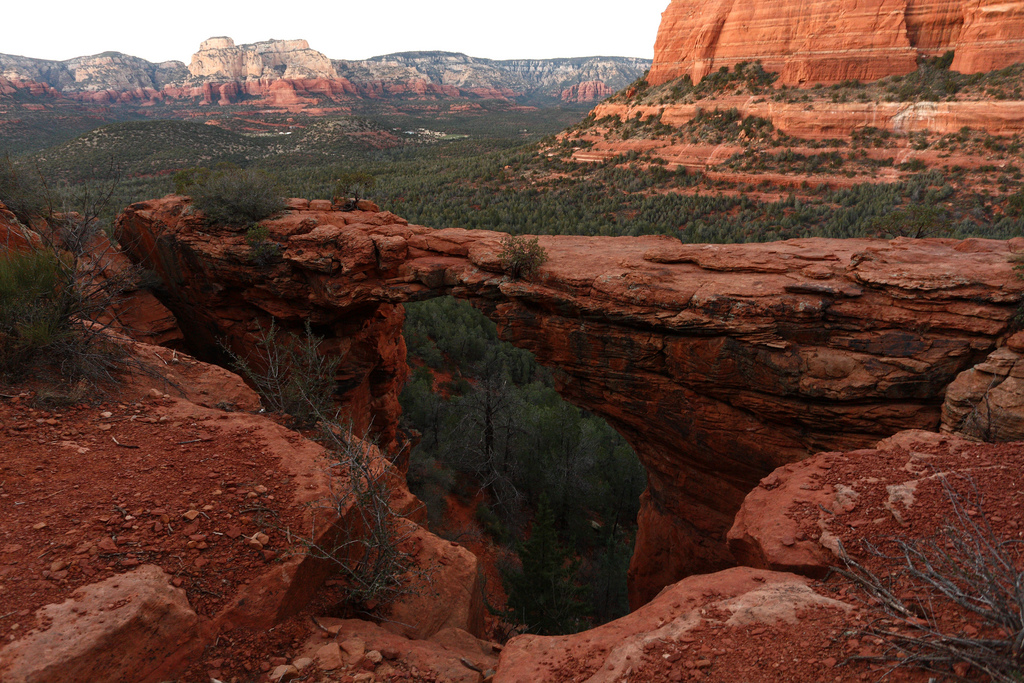
Locul numit Devil's Bridge